# 広島西風新都インターチェンジ
広島西風新都インターチェンジ（ひろしませいふうしんとインターチェンジ）は、広島県広島市安佐南区の広島自動車道のインターチェンジである。

## 概要
広島市北西部のニュータウンである西風新都北部へのアクセスの一つとして建設された。2001年（平成13年）7月6日に開通。
3ヶ月後の2001年10月2日には西風新都南部へのアプローチである広島高速4号線（広島西風新都線）が開通しており、広島市道西風新都中央線・広島市道西風新都外環状線を介して広島高速4号線沼田出入口と広島西風新都ICを利用し、山陰方面に向かう高速バスが複数運行されている。

## 道路
- E74 広島自動車道（2番）

## 接続する道路
直接接続
- 広島市道安佐南4区608号線：西風新都インター入口交差点 - 広島西風新都IC料金所間 (192.28m) の道路。ただし、自動車専用道路に指定されていない。

間接接続
- 広島市道西風新都外環状線（安佐南4区486号線）:西風新都インター入口交差点で接続。

## 料金所

### 入口
- ブース数：2
  - ETC専用：1
  - 一般：1

### 出口
- ブース数：2
  - ETC専用：1
  - 一般：1

## 隣
E74 広島自動車道
(30) 広島JCT - (2) 広島西風新都IC - 久地BS - 久地PA - (1) 広島北IC